# Nicotinato deidrogenasi
La nicotinato deidrogenasi è un enzima appartenente alla classe delle ossidoreduttasi, che catalizza la seguente reazione:
nicotinato + H2O + NADP+ ⇄ 6-idrossinicotinato + NADPH + H+
È una flavoproteina che contiene un ferro non-eme. L'enzima è in grado di agire su una varietà di analoghi al nicotinato a vari gradi, tra cui la pirazina-2-carbossilato, la pirazina 2,3-dicarbossilato, la trigonellina ed il 6-metilnicotinato. Quello di Clostridium barkeri possiede anche un selenio cataliticamente essenziale, ma labile, che può essere rimosso mediante reazione con il cianuro.